# 169834 Hujie
169834 Hujie este un asteroid din centura principală de asteroizi.

## Descriere
169834 Hujie este un asteroid din centura principală de asteroizi. A fost descoperit pe 28 august 2002 la Observatorul Palomar în cadrul programului NEAT. Asteroidul prezintă o orbită caracterizată de o semiaxă mare de 2,69 ua, o excentricitate de 0,05 și o înclinație de 4,4° în raport cu ecliptica.